# イジュラーリーエ (装甲艦)
|                    | |
| 艦歴               | |
| 発注               | トリエステ造船所 |
| 起工               | 1868年5月 |
| 進水               | 1870年 |
| 就役               | 1872年 |
| 退役               | |
| その後             | 1914年に練習艦に類別。 |
| 除籍               | 1922年に除籍後、解体処分 |
| 前級               | フェトヒ・ビュレント級 |
| 次級               | メスディイェ級 |
| 性能諸元（竣工時） | |
| 排水量             | 常備：2,266トン 満載：3,266トン |
| 全長               | 65.0m |
| 全幅               | 12.98m（砲郭部） |
| 吃水               | 5.28m |
| 機関               | 型式不明石炭専焼缶-基 +レシプロ機関1基1軸推進 |
| 最大出力           | 1,800hp |
| 最大速力           | 12.0ノット（機関航行時） |
| 航続距離           | -ノット/-海里（石炭:300トン） |
| 乗員               | 320名 |
| 兵装               | 1849年型 22.9cm（13.9口径）単装砲2基 1858年型 17.8cm（15.9口径）単装砲1基 （1891年： 1849年型 22.9cm（13.9口径）単装砲2基 15cm（35口径）単装砲1基 1859年型 8.7cm（24口径）単装砲2基 1862年型 6.4cm（-口径）単装砲2基 オチキス 3.7cm（23口径）回転式機砲2基） |
| 装甲               | 鉄製 舷側：152mm（最大厚） シタデル：120mm（壁面） 砲郭部：152mm（最大厚） 司令塔：-mm |

イジュラーリーエ (Idjlalieh, トルコ語: İclâliye) はオスマン帝国海軍の舷側砲郭装甲艦 (装甲コルベット, Zırhlı korvet)で同型艦はない。

## 概要
本艦はオスマン帝国海軍が自国の沿岸防衛のためにオーストリア＝ハンガリー帝国のトリエステ造船所に発注した装甲艦である。

## 艦形と武装
本艦の船体の基本形状は列強の装甲艦と同じく艦首水面下に衝角をもつ平甲板型船体に2本のマストの間に1本煙突を持つ当時の一般的な装甲艦の形態である。船体中央部の砲郭には主砲のイギリスのアームストロング社製「22.9cm（13.9口径）アームストロング砲」を単装砲架で計2基を配置していた。片舷2箇所の計4箇所の砲門が開けられた。主砲の砲架は床面に扇状に埋め込まれたレール上を移動することにより広い射界を得ており、敵対位置により自在に砲門を選べた。本級の装甲は水線部と砲郭部に厚さ152mm装甲を、機関区と弾薬庫を守るボックス･シタデルには120mmの装甲板を舷側に貼っていた。

## 参考図書
- 「Conway All The World's Fightingships 1860-1905」（Conway）
- 「世界史リブレット　小松香織著　オスマン帝国の近代と海軍」(山川出版社)2004年2月出版
- 「山川歴史モノグラフ　小松香織著　オスマン帝国の海運と海軍」(山川出版社)2002年11月出版